# Herdenkingskerk van Mozes

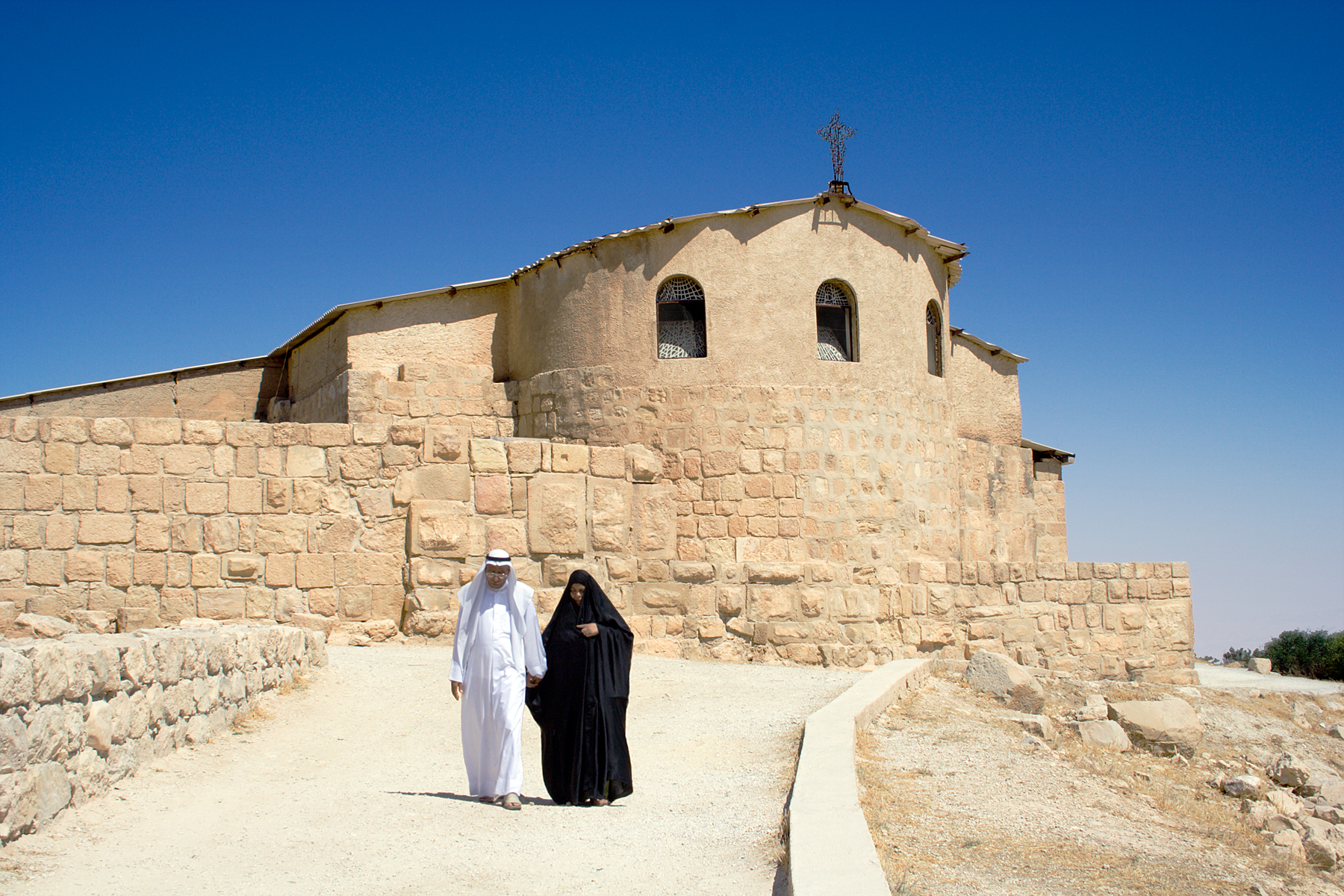
De apsis en de overkapping van de kerk.

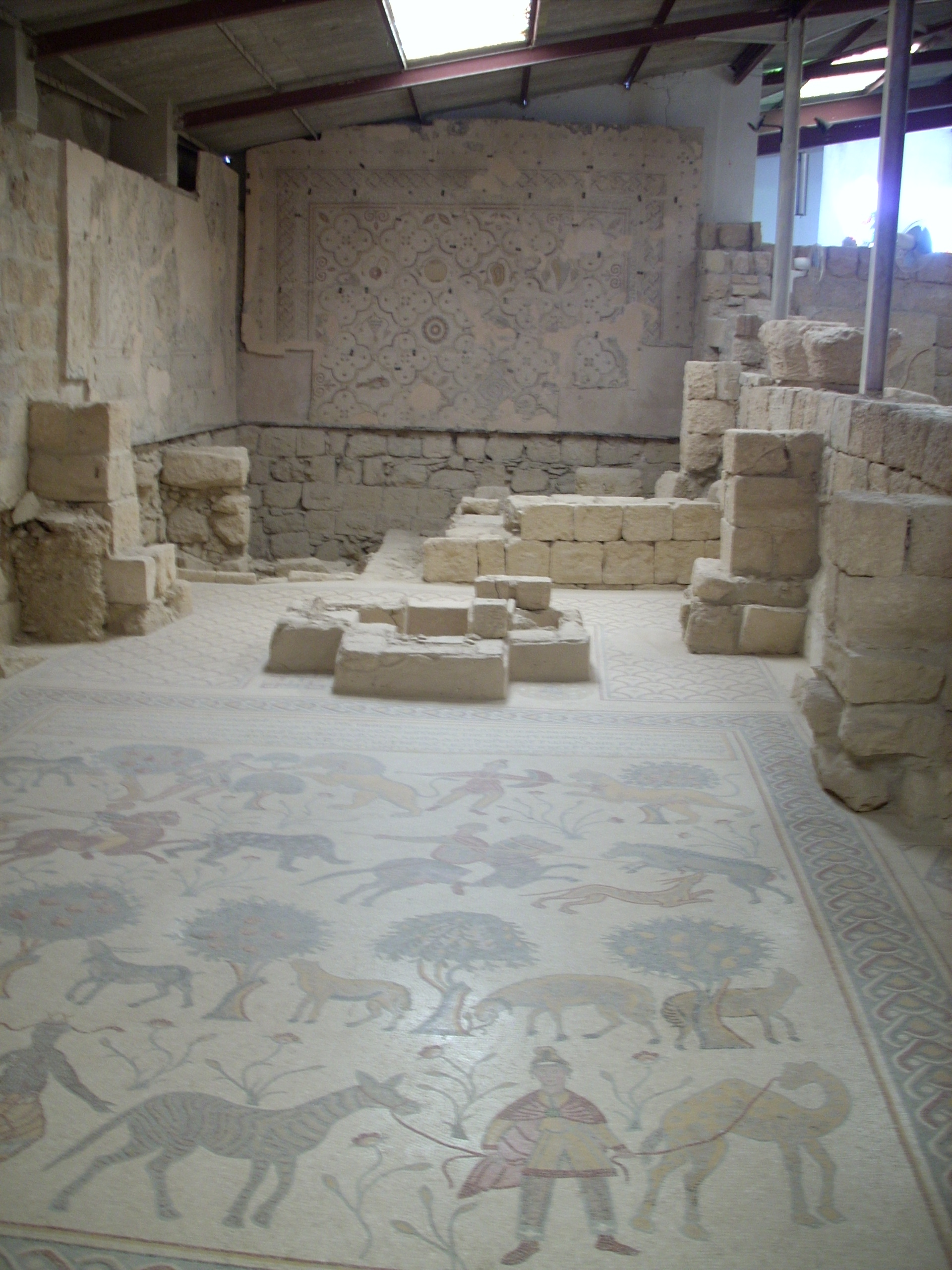
De "jachtmozaïek" - Het mozaïek op de voorgrond werd in 597 vervangen door een andere, welke nu aan de muur op de achtergrond werd geplaatst.

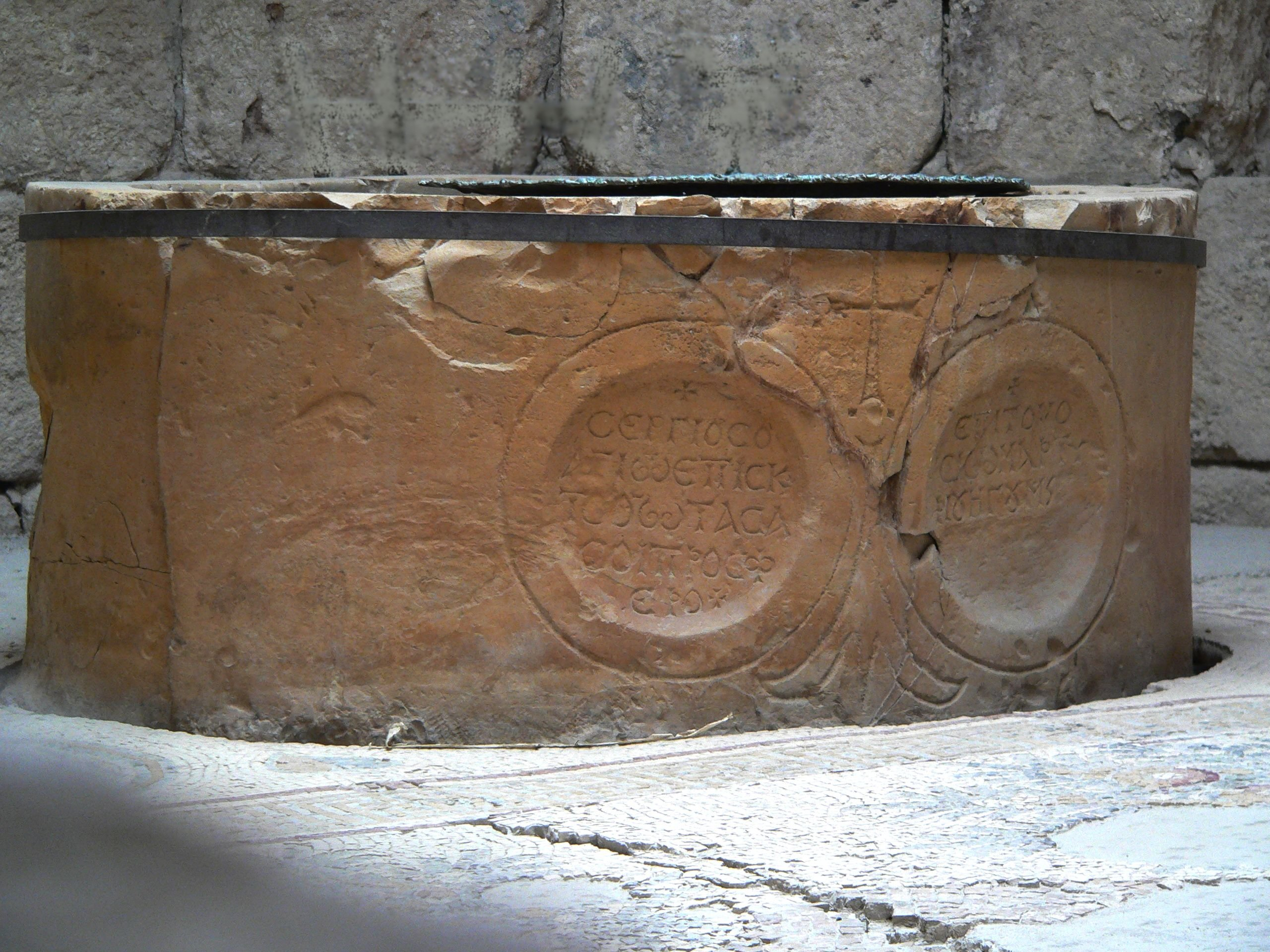
Doopvont van het nieuwe baptisterium.

De Herdenkingskerk van Mozes bevindt zich  op de Neboberg in het westen van Jordanië. De kerk werd gebouwd ter nagedachtenis van de profeet Mozes op de plek waar deze, volgens het Bijbelboek Deuteronomium, gestorven zou zijn. 
In de tweede helft van de 4e eeuw werd door christenen een bestaand gebouw omgebouwd tot kerk. Een eerste beschrijving van de vrouwelijke pelgrim Egeria dateert uit 394. Deze kerk had drie apsissen en een vestibule of kerkportaal. Er waren mozaïekvloeren. Twee grafkapellen werden gevonden op een lager niveau ten noorden en zuiden van het portaal. Aan de westelijke zijde van een centraal binnenhof waren er kloostercellen en een baptisterium.
In augustus 531 werd, zoals blijkt uit de Griekse inscripties, een mozaïekvloer in het baptisterium aangelegd. Het centrale deel van deze vloer (later “jachtmozaïek” genoemd) bestaat uit afbeeldingen van mensen, dieren, bomen en bloemen op vier verschillende niveaus. In 597 (tijdens de verbouwing) werd dit mozaïek bedekt door een nieuwe vloer met aniconische geometrische motieven. Het oorspronkelijke mozaïek werd pas in 1976 opnieuw ontdekt.
In de late 6e eeuw werd het heiligdom vergroot en bijkomend werden kloostergebouwen opgetrokken. De oude kerk werd priesterkoor en op de plaats van het vroegere binnenhof en het kerkportaal werd een tripartiete basilica gebouwd. Van de toen aangelegde mozaïekvloeren, hoofdzakelijk in geometrische figuren, is alleen een deel in de zijbeuken en tussen de kolommen bewaard gebleven. Een nieuw baptisterium werd gebouwd met een monolithische doopvont versierd met een kruis en een dubbele, in cirkels gevatte, inscriptie. In het begin van de 7de eeuw werd een kapel gewijd aan de Theotokos toegevoegd.
Tot wanneer het klooster bewoond bleef is niet exact geweten. Bekend is dat het in 1217 nog bestond maar dat het in 1564 verlaten was.
In 1933, ten tijde van het emiraat Transjordanië, kwamen franciscaner monniken naar de locatie. In de loop der jaren werden door hen archeologische opgravingen en gedeeltelijke reconstructies uitgevoerd. Een overkapping werd gebouwd.
In het jubeljaar 2000 bracht paus Johannes Paulus II een bezoek aan de berg Nebo en de Mozeskerk en in 2009 deed zijn opvolger paus Benedictus XVI hetzelfde.

## Referentie
- PICCIRILLO Michèle MOUNT NEBO, Studium Biblicum Franciscanum, editie 2007 Custodia Terra Santa - Jerusalem.